# Batrachoseps nigriventris
Espèce
Statut de conservation UICN

 LC  : Préoccupation mineure
Batrachoseps nigriventris est une espèce d'urodèles de la famille des Plethodontidae.

## Répartition
Cette espèce est endémique de la Californie aux États-Unis. Elle se rencontre sur l'île Santa Cruz et dans le sud des chaînes côtières californiennes,.

## Description
Batrachoseps nigriventris mesure en moyenne 38 mm. Son dos est brun foncé. Son ventre et sa queue sont noirs.

## Étymologie
Son nom d'espèce, du latin nigri-, « noir », et ventris, « le ventre », lui a été donné en référence à sa livrée.

## Publication originale
- Cope, 1869 : A review of the species of Plethodontidae and Desmognathidae. Proceedings of the Academy of Natural Sciences of Philadelphia, vol. 21, p. 93-118 (texte intégral).